# Babenbergerstraße (Wien)

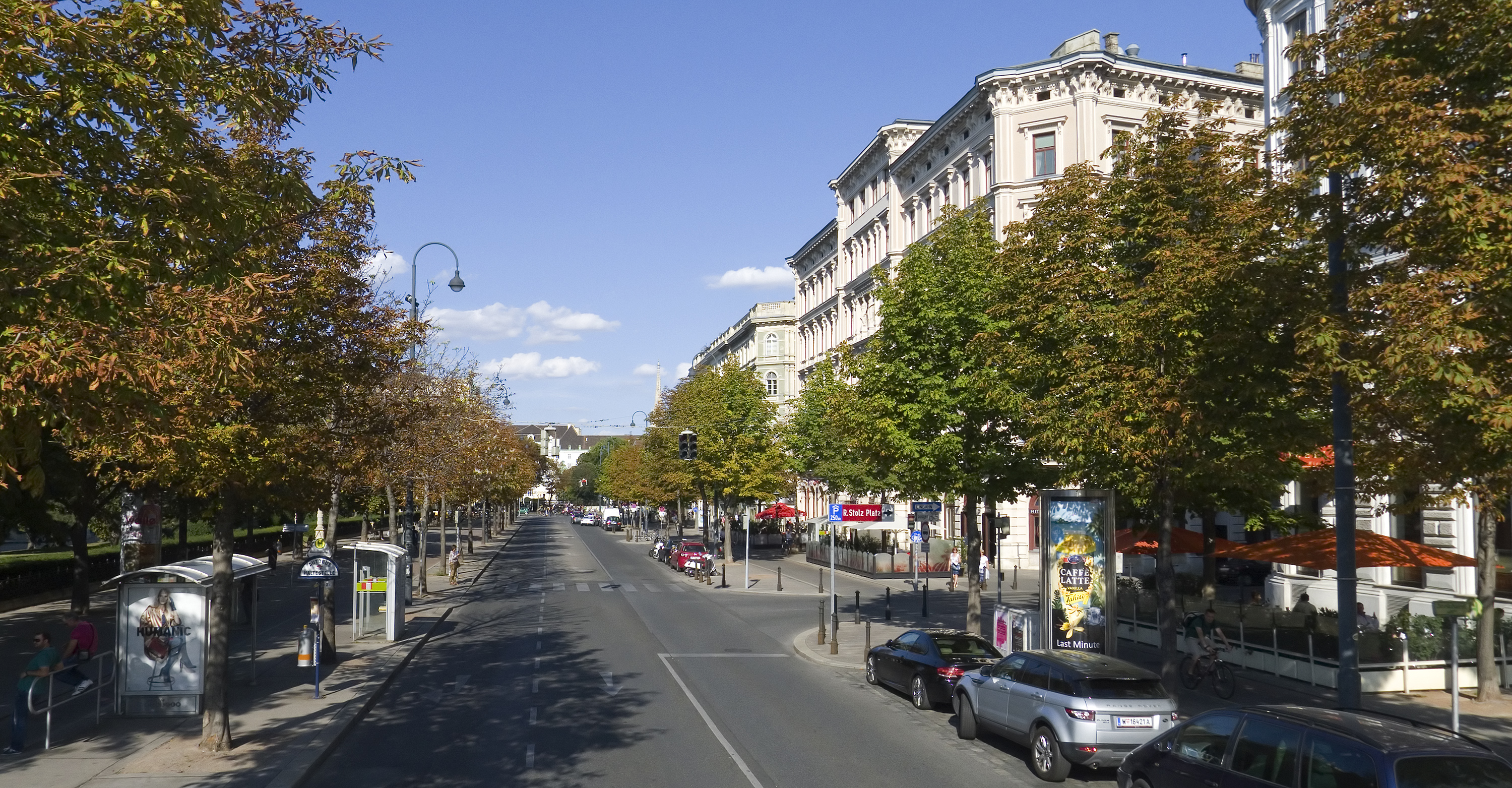
Die Babenbergerstraße in Richtung Burgring

Die Babenbergerstraße befindet sich im 1. Wiener Gemeindebezirk, Innere Stadt. Sie wurde 1863 nach dem ersten österreichischen Herrschergeschlecht der Babenberger benannt, die von 976 bis 1156 Markgrafen, von 1156 bis 1246 Herzöge von Österreich waren. Sie hatten ihre Residenz 1155 nach Wien verlegt. Seither ist Wien die Hauptstadt Österreichs.

## Geschichte
Die Gegend der heutigen Babenbergerstraße gehörte im Mittelalter zur Vorstadt vor dem Widmertor. Im Bereich der heutigen Kreuzung Babenbergerstraße / Getreidemarkt befand sich das Martinspital. Seit dem 16. Jahrhundert war die Straße Teil des Glacis vor der Wiener Stadtmauer. Nach deren Schleifung ab 1858 wurde die Straße in Verlängerung der Mariahilfer Straße als Verbindung zur neuen Ringstraße gebaut und 1863 Babenbergerstraße benannt.

## Lage und Charakteristik
Die Babenbergerstraße verläuft hinter dem Kunsthistorischen Museum vom Burgring in südwestlicher Richtung stadtauswärts zum Getreidemarkt bzw. zum Museumsplatz. Der kreuzende Straßenzug wird halboffiziell Zweierlinie, früher Lastenstraße, genannt. Von dort führt die Mariahilfer Straße als Fortsetzung der Babenbergerstraße weiter in die westlichen Bezirke Wiens. Die Grenze des 1. Bezirks verläuft direkt an der Hausfront des Eckhauses zum Getreidemarkt; die Kreuzung selbst befindet sich teils im 6., teils im 7. Bezirk.
Die Babenbergerstraße wird zu beiden Straßenseiten von einer doppelten Reihe von Alleebäumen gesäumt. Auf beiden Seiten verläuft ein Radweg. Öffentliche Verkehrsmittel auf der Babenbergerstraße sind die Autobuslinien 2A und 57A, auf den begrenzenden Straßen die Straßenbahnlinien 1, 2, 71 und D auf der Ringstraße und die U-Bahn-Linie U2 unter der Zweierlinie, jeweils mit Haltestellen und Stationen bei der Babenbergerstraße.
Unter der Kreuzung der Babenbergerstraße mit der Zweierlinie befindet sich eine Fußgängerpassage mit einigen Geschäftslokalen, von der aus man die U-Bahn-Station Museumsquartier erreicht. (Bis 1980 verkehrten im Tunnel die Straßenbahnlinien E2, G2 und H2.) Auch am anderen Ende der Babenbergerstraße befand sich unter der Ringstraße eine Fußgängerpassage, die 1961 von Architekt Adolf Hoch errichtete Babenberger Passage, die seit 2002 nicht mehr als Passage genutzt wird. Hier befindet sich seit 2003 eine Diskothek. (Bis in die späten 1980er Jahre befand sich an der Kreuzung Ring / Babenbergerstraße die Endstation der durch die Babenbergerstraße und die Mariahilfer Straße verkehrenden Straßenbahnlinien 52 und 58, bis 1966 auch der dann durch eine Autobuslinie ersetzten Linie 57 in die Gumpendorfer Straße.)
Die Verbauung der Babenbergerstraße ist mit Ausnahme von Nr. 9 einheitlich im frühhistoristischen Stil gehalten. Die ganze nordwestliche Straßenseite wird von der Rückseite des 1891 eröffneten Kunsthistorischen Museums eingenommen. An der linken Straßenseite stehen Wohn- und Bürogebäude mit Gastronomiebetrieben und Geschäftslokalen im Erdgeschoß. Auf der Babenbergerstraße besteht ein hoher Anteil am Verkehr aus Fußgängern, auch vielen Touristen, da in unmittelbarer Nähe Museen und die Mariahilfer Straße als wichtigste Einkaufsstraße der Stadt liegen.

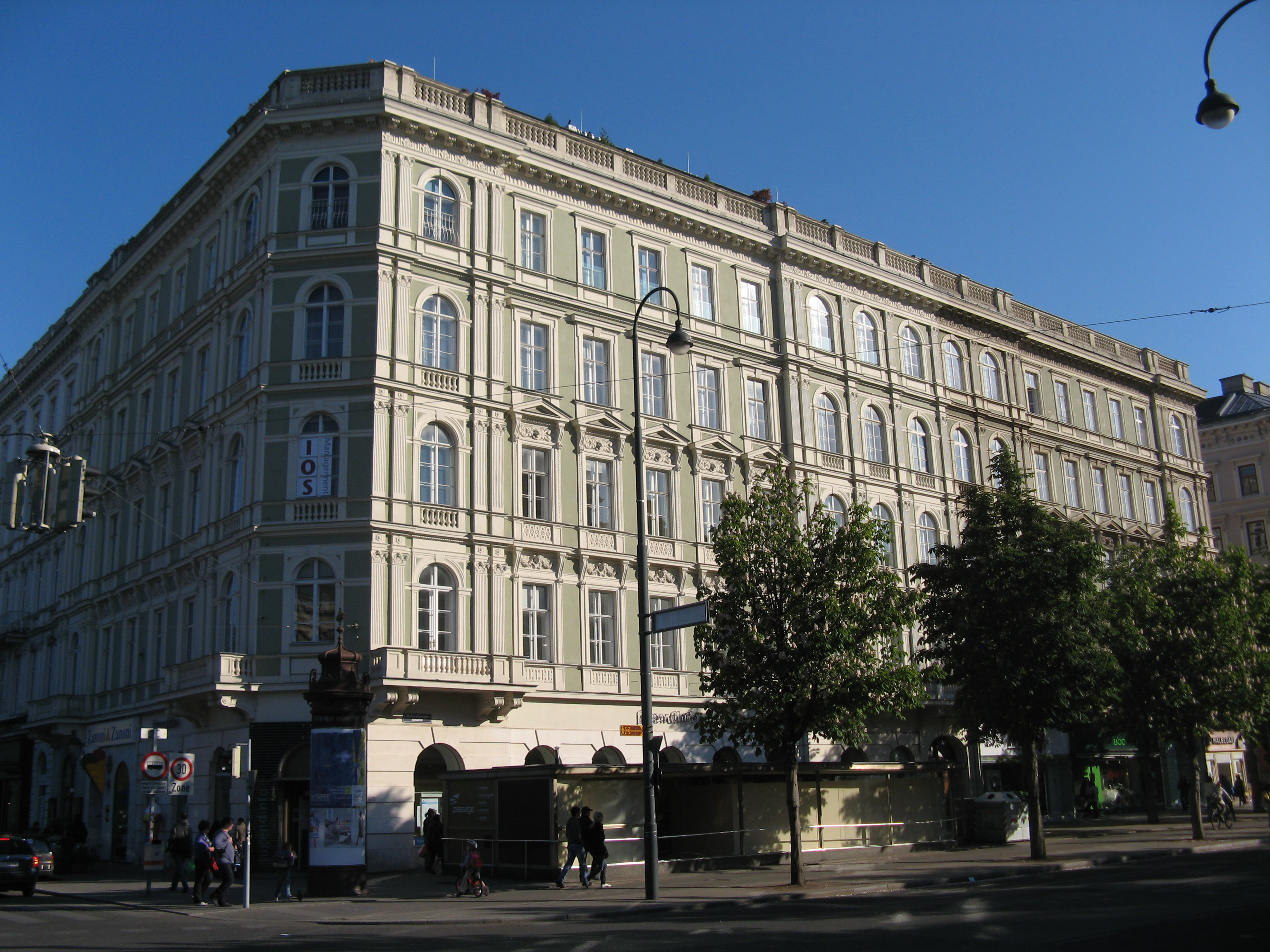
Ehem. Haus Königswarter auf Nr. 1 und 3

## Gebäude

### Nr. 1 und 3: Wohn- und Geschäftshaus
Die beiden Häuser Nr. 1 und 3 bilden einen einheitlichen frühhistoristischen Baublock zwischen Burgring und Elisabethstraße, der an drei Seiten frei steht. Er wurde 1862 nach Plänen von Johann Romano von Ringe und August Schwendenwein von Lonauberg für den Bankier Jonas Freiherr von Königswarter errichtet. Der Block besitzt einen breiten Mittelrisalit mit Pilastern und Rundbogenfenstern sowie ebenso gestaltete abgeschrägte Eckrisalite, die zusätzlich noch Balkone aufweisen. Zwischen den Risaliten befinden sich additiv gegliederte Giebelfenster, entlang des gesamten Daches eine Attikabalustrade. Beide Einfahrten sind pilastergegliedert und weisen Kreuzrippengewölbe auf.

### Nr. 2: Kunsthistorisches Museum
→ Hauptartikel Kunsthistorisches Museum

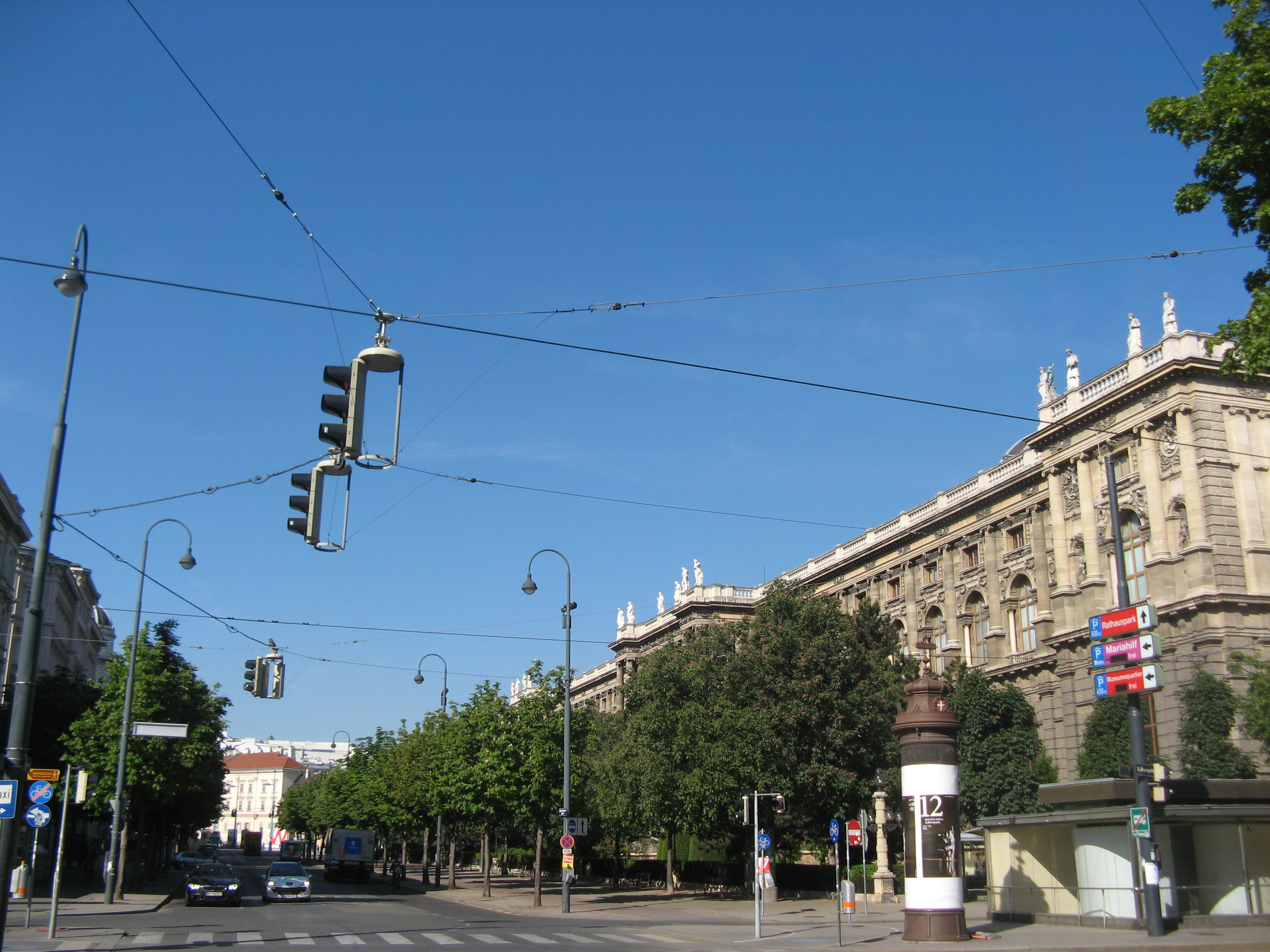
Rückseite des Kunsthistorischen Museums

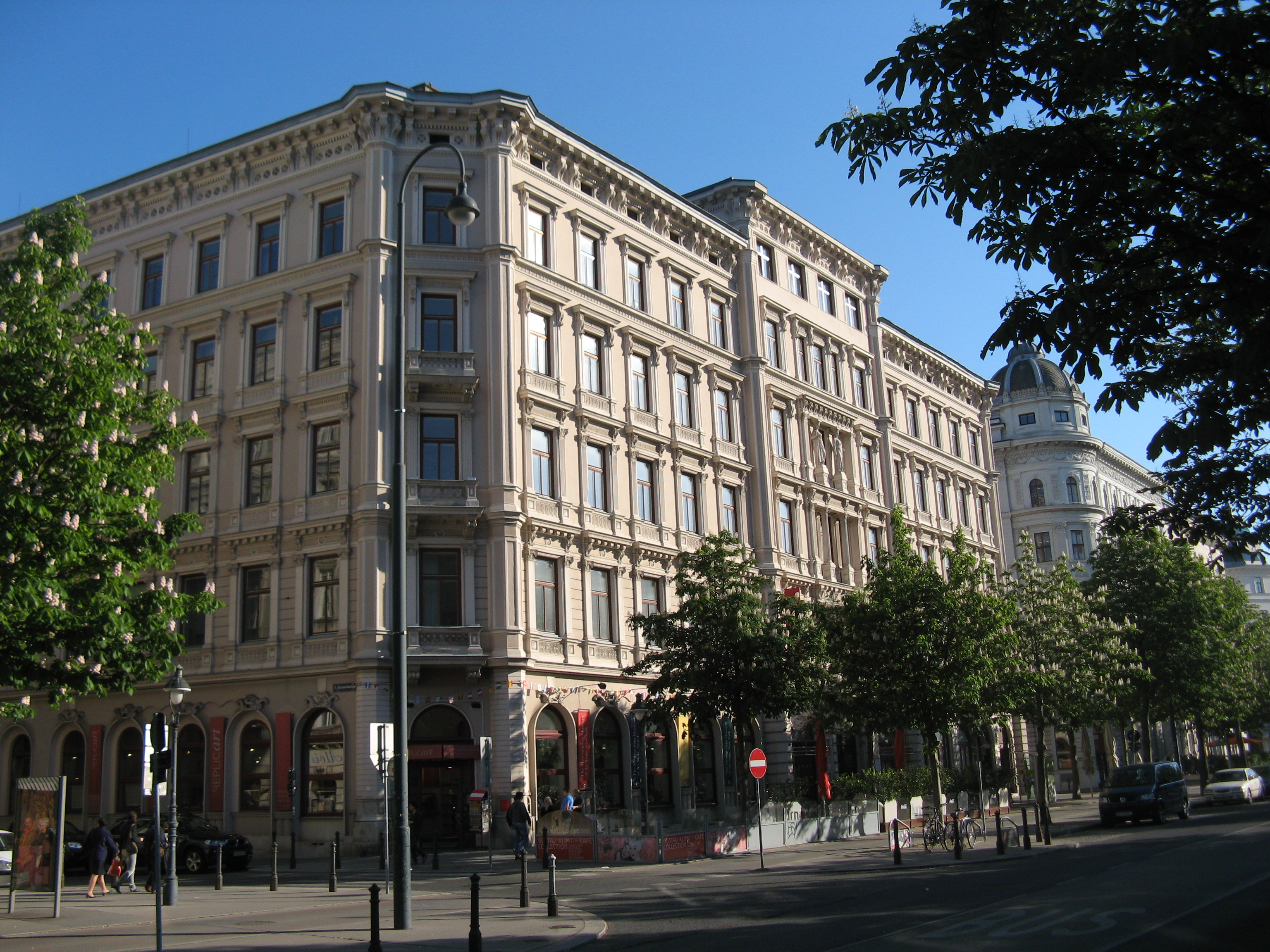
Ehemaliges k.k. Landwehrministerium auf Nr. 5

Das Gebäude des Kunsthistorischen Museums wurde 1871 bis 1891 von Karl Freiherr von Hasenauer und Gottfried Semper im Stil der Neorenaissance errichtet. Es ist einer der herausragendsten Monumentalbauten des Ringstraßenensembles und beherbergt eine der bedeutendsten Kunstsammlungen der Welt. Das Hauptportal befindet sich am Maria-Theresien-Platz, die Direktion ist vom Seiteneingang am Burgring 5 erreichbar.
An der Babenbergerstraße liegt die Rückseite des Museums. Entsprechend der Konzeption Sempers wurden hier Bauplastiken angebracht, die die Zeit des klassischen Altertums repräsentieren. Im Hochparterre befinden sich die seitlichen Sitzfiguren Kunstindustrie und Architektur von Carl Kundmann, die Schlusssteinköpfe des Trophonios, Hephaistos und Agamedes stammen von Rudolf Weyr. Im Obergeschoß finden sich Statuen von Kunstmäzenen der Antike, links Augustus und Alexander der Große von Josef Tautenhayn, in der Mitte Perikles und Peisistratos von Vincenz Pilz und rechts Polykrates und Minyas wiederum von Josef Tautenhayn. Auf der Attikabalustrade stehen die Statuen von Künstlern: links Dioskurides und Athenodoros von Julius Donath, Apelles und Lysippos von Alois Düll, in der Mitte Praxiteles und Skopas von Franz Koch, Aristoteles, Pythagoras, Polyklet und Phidias von Vincenz Pilz, rechts Polygnot von Thasos und Kanachos aus Sikyon von K. Rippel, Bularchos von Vincenz Pilz sowie Theodoros von Samos von K. Rippel.

### Nr. 5: Ehem. Landwehrministerium
1864/1865 von Carl Schumann im frühhistoristischen Stil erbaut, war das Gebäude ursprünglich ein Wohnhaus der k.k. privaten österreichischen Staats-Eisenbahn-Gesellschaft. Nach dem Ausgleich mit Ungarn von 1867, der neben dem gemeinsamen Heer Österreich-Ungarns auch getrennte Territorialstreitkräfte vorsah, wurde hier das inoffiziell Landwehrministerium genannte k.k. Ministerium für Landesverteidigung etabliert, das die k.k. Landwehr Cisleithaniens verwaltete und bis 1918 bestand. Heute sind hier diverse staatliche Dienststellen untergebracht.
Das Gebäude zwischen Elisabethstraße und Nibelungengasse ist an drei Seiten freistehend. Ins Auge fällt der erhöhte und durch Säulen und Karyatiden gegliederte Mittelrisalit. Die Ecken sind abgeschrägt, die Fenster dazwischen sind gerade verdacht. Die Einfahrt führt in ein reich gegliedertes Vestibül mit ionischen Säulen, Ädikulen, Genienmedaillons, Stuckdecke und Fliesenboden. Am Stiegenhausgeländer sind Greifen zu sehen.
Hier befand sich das Café Babenbergerhof, für das Oscar Larsen 1925 ein Wandfresko mit der Darstellung der Schleierlegende (Legende über den heiliggesprochenen Babenberger Leopold III.) schuf. Es wurde 1965 von Othmar Pokorny restauriert.

### Nr. 7: Eckhaus
Das 1869/70 von Ferdinand Fellner dem Älteren im Neorenaissance-Stil errichtete Eckhaus befindet sich an der Hauptadresse Nibelungengasse 15.

### Nr. 9: Ehem. Reisebüro Kuoni
Das im Eckhaus zum Getreidemarkt befindliche Reisebüro Kuoni wurde 1980 von den Architekten Otto Kapfinger und Adolf Krischanitz (Missing Link) gestaltet. Heute befindet sich dort die Filiale einer Supermarktkette.